# Богословский, Михаил Михайлович
Михаи́л Миха́йлович Богосло́вский (13 марта [25 марта] 1867, Москва — 20 апреля 1929, там же) — русский историк и преподаватель. Академик Российской академии наук (1921); член-корреспондент (1920).

## Биография
Настоящие родители неизвестны. В личном деле Михаила Богословского — студента московского университета — хранится его Метрическое свидетельство, а также свидетельство об усыновлении его статским советником Михаилом Михайловичем Богословским — его родным отцом.

### Образование
Золотая медаль, полученная при окончании в 1886 году 5-й Московской гимназии, позволила Богословскому поступить без вступительных экзаменов на историко-филологический факультет Московского университета, который он окончил в 1890 году с дипломом 1-й степени. Ученик В. О. Ключевского. В 1891 году был оставлен при университете для подготовки к профессорской деятельности.
Магистр русской истории (1902) — диссертация на тему: «Областная реформа Петра Великого. Провинция. 1719—1727 гг.» была удостоена Уваровской премии. В 1910 году защитил диссертацию на звание доктора русской истории «Земское самоуправление на русском Севере в XVII в. Ч. 1», которая была удостоена премии имени Г. Ф. Карпова.

### Научная деятельность
Участвовал в работе Археографической комиссии при Московском археологическом обществе, Историко-юридической комиссии при Юридическом обществе при Московском университете. Член-соревнователь Общества истории и древностей Российских (1904), за отзыв на магистерское сочинение А. А. Кизеветтера «Посадская община в России в XVIII в.» был удостоен золотой медали общества. Был членом Русского исторического общества, Псковской археографической комиссии, в 1916 году принимал активное участие в воссоздании Исторического общества при Московском университет (с 1922 года — председатель комитета этого общества). С 1922 года— член Археографической комиссии Российской академии наук.
Революционные события 1917 года воспринял негативно, считая их прологом хаоса и беспорядка. В марте 1917 года был уволен с должности профессора Московского университета, но вскоре восстановлен. С 1921 года — председатель Историко-общественного отделения Московского исторического музея, также руководил в этом музее отделением истории XVII века. Возглавлял секцию русской истории Исторического института при факультете общественных наук МГУ.
Скончался 20 апреля 1929 года, до начала репрессий против историков в рамках «Академического дела», но посмертно был «зачислен» органами государственной безопасности (ОГПУ при СНК СССР) в число заговорщиков и контрреволюционеров.
Похоронен в Москве на Новодевичьем кладбище.

### Педагогическая деятельность
- С мая 1898 года — приват-доцент Московского университета по кафедре российской истории.[9]
- С 1908 года — доцент Московского университета.
- С сентября 1911 года — экстраординарный профессор Московского университета.[9]
- С 1915 года[10] — ординарный профессор Московского университета[9] (занял пост после ухода из университета по политическим мотивам А. А. Кизеветтера.
- В годы революционных преобразований (1917—1921) в Московском университете продолжал чтение лекций (до 1925). После расформирования историко-филологического факультета работал на Факультете общественных наук (ФОН).[9]

Читал курс лекций и проводил семинары в Московском университете:
- Реформа Петра в русской исторической литературе.
- История реформ Петра Великого.
- История России в XVIII веке.
- Разбор источников истории реформы Петра Великого.

Одновременно преподавал русскую гражданскую историю в Московской духовной академии (МДА):
- С 1908 года — доцент МДА.
- С 1909 года — экстраординарный профессор МДА.
- В 1912—1919 годах — ординарный профессор МДА.

Также преподавал с 1907 года русскую историю на Высших женских курсах.

### Научное наследие
Автор около 90 научных работ, посвящённых истории реформ Петра Великого, преобразований екатерининского времени, эволюции русского дворянства, земскому самоуправлению, древним и средневековым русским юридическим документам («правдам»). Также известен многочисленными очерками, посвящёнными истории крестьянства (о черносошных и государственных крестьянах, о псковских изорниках и др.). Написал учебник по русской истории для средней школы и курс лекций по истории России XVIII и XIX вв.
В своей магистерской диссертации характеризовал курс Петра I как политику просвещенного абсолютизма, в его областной реформе видел попытку построения «идеального» государственного здания по европейскому образцу. В докторской диссертации представил результаты исследований экономического и социального быта северных территорий, вопросов земельной собственности, расслоения крестьянства, финансовой, административной, судебной, церковной и других сфер земского самоуправления.
Автор фундаментальной биографии Петра I «Петр Первый. Материалы для биографии». Как он сообщал в письме А. С. Лаппо-Данилевскому:

Я поставил себе задачею описать его жизнь за каждый день этой жизни, в корне притом пересматривая все источники (изданные) и по мере возможности обращаясь и в архивы. Очень сожалею, что не начал этой работы, когда был моложе. Теперь уже не смогу довести её до конца, но, может быть, найдется кто-либо продолжатель. 
Богословский успел довести повествования до 1700 г., начала Северной войны. Этот труд представляет собой капитальный свод данных о молодых годах первого русского императора и издан уже после смерти учёного.

## Труды
В Архиве РАН находится архив научных трудов М. М. Богословского, состоящий из 108 единиц хранения (Фонд 636, опись 1).
- Быт и нравы русского дворянства в 1-й половине XVIII в. — М.: Тип. Г. Лисснера и Д. Совко , 1906 — 58 с.[13]
- Введение подушной подати и крепостное право / Великая реформа: Русское общество и крестьянский вопрос в прошлом и настоящем. М.: Типография Т-ва И. Д. Сытина, 1911. Т. 1. С. 52—56.[14]
- Дворянские наказы в Екатерининскую комиссию 1767 года // Русское богатство — 1897. № 6. С. 46-83, № 7. С. 136—152.[15]
- Земское самоуправление на русском Севере в XVII в. Т. 1: Областное деление Поморья; Землевладение и общественный строй; Органы самоуправления. — Москва: издание Имп. о-ва истории и древностей российских при Московском ун-те , 1909—1912. — 28 см.[16]
- Земское самоуправление на русском Севере в XVII в. Т.2: Т. 2. Деятельность земского мира; Земство и государство. — Москва : издание Имп. о-ва истории и древностей российских при Московском ун-те , 1909—1912 . — 28 см.[17]
- Земские челобитные в древней Руси. (Из истории земского самоуправления на севере в XVII веке) // Богословский вестник — 1911.
- Из истории верховной власти в России. — М. : Издательство Е. В. Кожевникова и Е. А. Коломийцева, 1905. — 35 с.— (Библиотека «Свободная Россия»; № 2).[18]
- Историография, мемуаристика, эпистолярия: (Науч. наследие) — М.: Наука, 1987.[19]
- Конституционное движение 1730 г. — 2-е изд. — Пг. : Задруга, 1918. — 36 с.[20]
- Областная реформа Петра Великого. Провинция. 1719—1727 гг. — М., 1902.[21]
- О трудах С. А. Белокурова по русской истории. — Рус ист. журн., кн. 8. Пгр., 1922, стр. 229—240.[22]
- Северный монастырь в XVII веке / [М. Богословский] // Вестник Европы. — 1908. — 278—306 с.[23]
- Памяти В. О. Ключевского / Проф. М. Богословский. — Москва : типо-лит. т-ва И. Н. Кушнерев и К°, 1912. — 22 с.; 25.[24]
- Пётр Великий и его реформа / М. Богословский. — М.: Центр. т-во «Кооперативное изд-во», 1920. — 117, [2] с.[25]
- Пётр I. Материалы для биографии. / М. М. Богословский; под ред. и с предисл. В. И. Лебедева. — [М.]: Соцэкгиз, 1940—1948. — Изд-во т. 3—5 — Госполитиздат.[26]
- Профессор Сергей Иванович Смирнов († 4 июля 1916 года). — М.: MelanarЁ, 2009. — 38 с.[27]
- Реформа духовной школы при Александре I и основание Московской духовной академии / Проф. М. Богословский. — Сергиев Посад : тип. Моск. сов. солд. деп., 1917. — 31 с. ; 23.[28]
- Тяглая организация Поморья в XVII веке (1913). — М. : печатня А. И. Снегиревой, 1913. — 45 с.[29]
- Три века царствования Дома Романовых / М. М. Богословский. — М. : [Тип. Г. Лисснера и Д. Собко], 1913. — 11 с.[30]
- Учебник русской истории : Курс  IV класса гимназий / Проф. М. Богословский. — М.: Т-во И. Д. Сытина, Отдел средней школы, 1915.[31]
- Учебник русской истории : Курс V класса гимназий / Проф. М. Богословский. — М.: Т-во И. Д. Сытина, Отдел средней школы, 1915. — 182 с.[32]
- Учебник русской истории : Курс VI класса гимназий и реальных училищ / Проф. М. Богословский. — М : Т-во И. Д. Сытина, Отдел средней школы, 1915. — 150 с., +2 л. карт.[33]
- Фабрично-заводская промышленность при Петре Великом // Журнал для всех — 1904. № 9. С. 564—567; № 10. С. 624—627.[34]
- Церковный приход на русском севере в XVII веке // Богословский вестник. — 1910.

## Отзывы современников
«Богословский говорил басом, имел вид степенного и положительного человека, ступал твердо, его телодвижения были медленны, но вески. На первый взгляд его можно было принять за человека тяжелого во всех отношениях. Но достаточно было сойтись с ним поближе и познакомиться с его произведениями, как вы с удовольствием находили в нем человека изящного и острого ума и ярко выраженной талантливости. К либеральным идеям он относился с немалым скептицизмом и был упорен в отстаивании своих мнений», — так отозвался о М. М. Богословском Кизеветтер, много лет знавший учёного.

## Семья
- Отец — Михаил Михайлович Богословский (ст.) (1826—1893), выпускник Московской духовной семинарии, служил в Сохранной казне Московского опекунского совета, старшим бухгалтером. Закончил службу в чине статского советника. После выхода в отставку стал управляющим домами Д. А. Олсуфьева в Москве.[35] Был членом правления эмеритальной кассы, одним из основателем которой был его брат, протоиерей И. М. Богословский-Платонов. Староста храма Троицы на Арбате.
- Мать — Мария Серафимовна (1842—1914), не могла официально оформить свои отношения с М. М. Богословским-старшим, так как не была разведена со своим первым мужем, штабс-капитаном Баглаем, бросившим её.
- Брат — Сергей Михайлович Богословский[36](1870—1931) — врач, профессор, зав. бюро санитарной статистики Наркомата здравоохранения РСФСР.
- Сестра — Мария Михайловна, в замужестве Богоявленская (1877—1949) — пианистка, была замужем за коллегой брата, историком Сергеем Константиновичем Богоявленским (1877—1949).
- Жена — Елизавета Петровна, урождённая Толстова (1886—1970), служащая.
- Сын — Михаил (1908—1925) — утонул.